# Лаурито
Лаурито је насеље у Италији у округу Салерно, региону Кампанија.
Према процени из 2011. у насељу је живело 819 становника. Насеље се налази на надморској висини од 523 м.

## Становништво
| 1951. | 1961. | 1971. | 1981. | 1991. | 2001. | 2011. |
| ----- | ----- | ----- | ----- | ----- | ----- | ----- |
| 1.692 | 1.487 | 1.405 | 1.164 | 1.066 | 943   | 843   |